# 正街街市

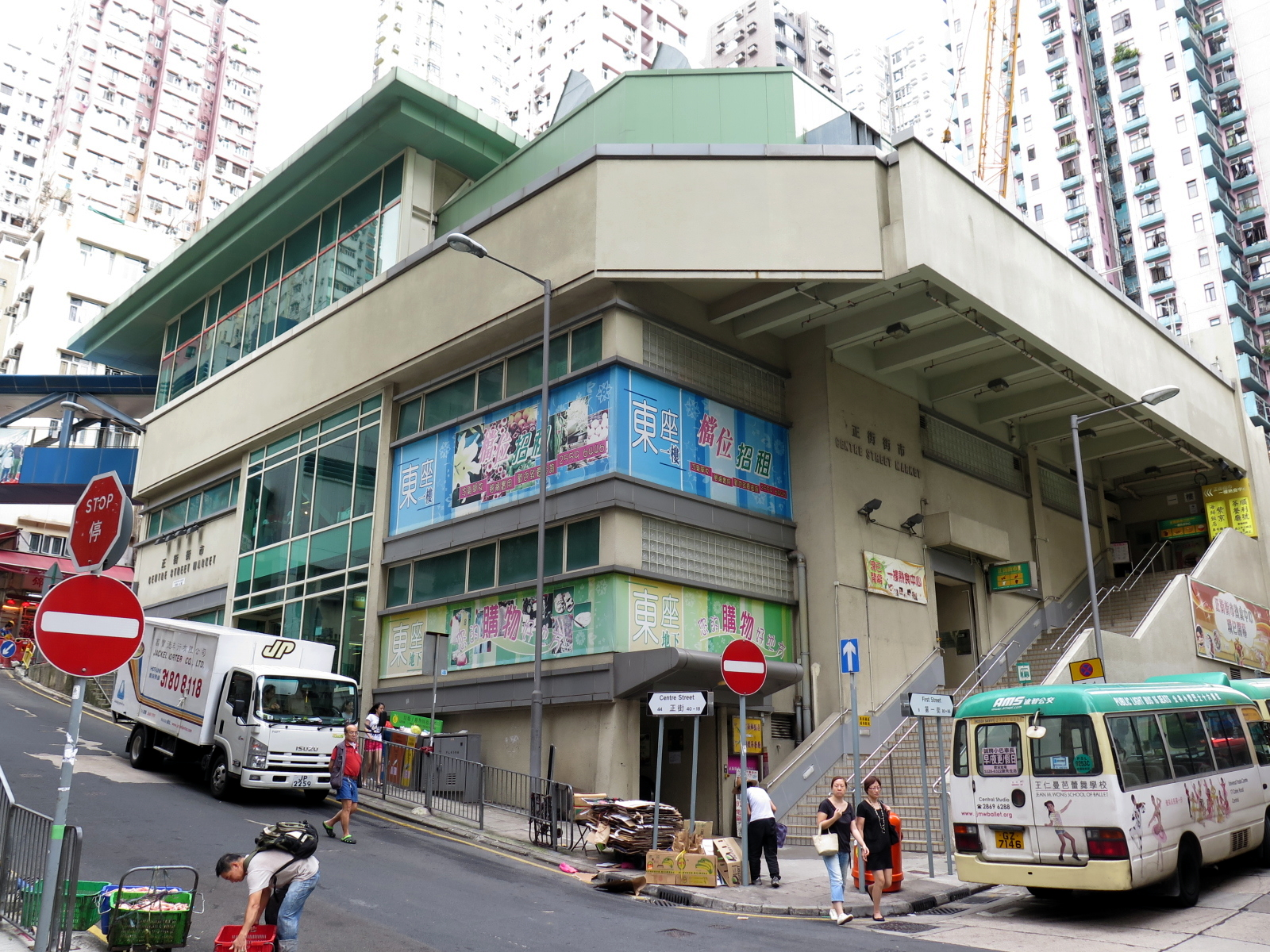
正街街市南望，遠處白色的建築為西營盤街市，兩者有行人天橋連接

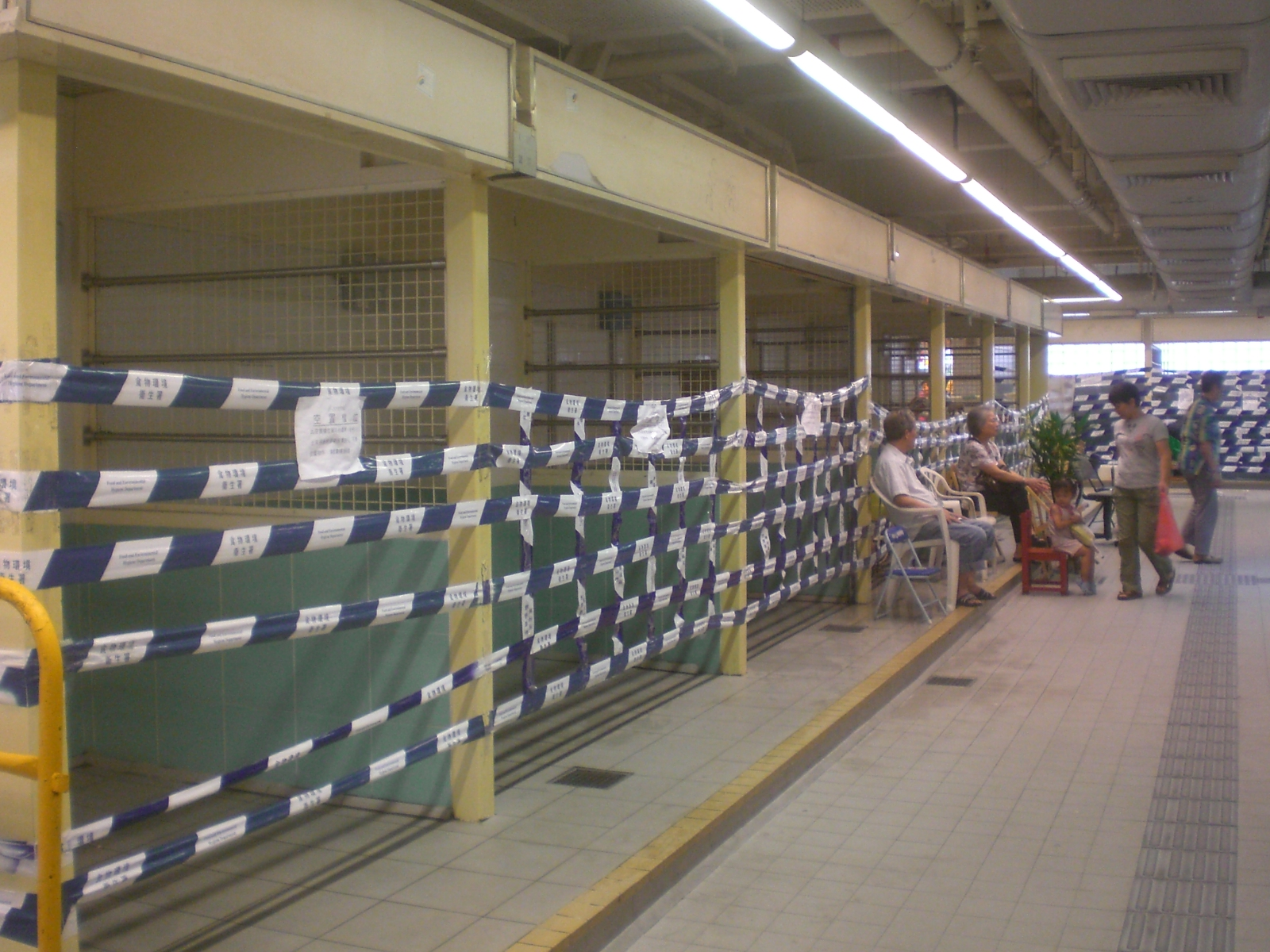
街市大廈室內部分空置

正街街市（英語：Centre Street Market）是一座位於西營盤正街以西、第一街以南、第二街以北的室內街市。正街街市的周邊範圍，沿正街東西南北發展，歷史早期已經是一處繁盛的傳統街頭街市區。
正街街市共有三層高，是政府管理的公共設施，它除了作街市用途之外，還有在北面第一街處有垃圾收集站、公共廁所及熟食中心。近年，正街街市建有行人上山天橋系統，有電梯協助街坊們，連接西營盤街市省力上山。
正街街市的熟食中心附近為港鐵港島綫西營盤站B1（第一街）及B2（第二街）出入口。
2021年，食環署為資源整合，計劃最快兩年後關閉有45年歷史的西環正街街市，騰出空間設立醫療衛生相關設施，原址攤檔獲安排到一街之隔的西營盤街市一樓或其他署方轄下街市。

## 外部參考
- 正街街市地圖 （页面存档备份，存于）